# 國際觀光振興機構
國際觀光振興機構（日语：／ Kokusai kankō shinkō kikō ?，簡寫為）是日本國土交通省轄下的獨立行政法人，成立目的為在國際上推展日本旅遊事業，並幫助官方（觀光廳）執行商業性質的旅遊事務。2003年10月1日成立，總部位於東京四谷。從2008年7月開始，在日本國內開始使用「日本政府觀光局」的通稱（對台灣也使用此名），在華語地區則主要使用「日本國家旅遊局」通稱。

## 沿革
- 1893年（明治26年） - 日本成立首個吸引外國遊客來日的斡旋機構「喜賓會」（喜賓会）
- 1912年（大正元年） - 成立「日本旅客局」（ジャパン･ツーリスト･ビューロー）
- 1930年（昭和5年）4月 - 於鐵道省轄下設立「國際觀光局」（国際観光局）
- 1931年（昭和6年）12月 - 成立「（財）國際觀光協會」（（財）国際観光協会）
- 1942年（昭和17年）11月 - 廢原鐵道省的「國際觀光局」
- 1942年（昭和17年）12月 - 原「日本旅客局」改組為「東亞旅行社」（東亜旅行社）
- 1943年（昭和18年）12月 - 解散「（財）國際觀光協會」，並將其職務與「東亞旅行社」統合為「（財）東亞交通公社」（（財）東亜交通公社）延續
- 1945年（昭和20年）9月 - 原「（財）東亞交通公社」更改為「（財）日本交通公社」（（財）日本交通公社）
- 1946年（昭和21年）6月 - 設置「運輸省鐵道總局觀光課」（運輸省鉄道総局観光課）
- 1949年（昭和24年）6月 - 昇格為「運輸省大臣官房觀光部」（運輸省大臣官房観光部）
- 1955年（昭和30年）8月 - 昇格為「運輸省觀光局」（運輸省観光局）
- 1955年（昭和30年）6月 - 從「（財）日本交通公社」分離並成立「（財）國際觀光協會」
- 1959年（昭和34年）4月 - 「（財）國際觀光協會」與「（社）全日本觀光聯盟」統合為「（特）日本觀光協會」（（特）日本観光協会）
- 1964年（昭和39年）4月 - 成立「特殊法人國際觀光振興會」（特殊法人国際観光振興会）。同時，「（特）日本觀光協會」（（特）日本観光協会）則從「特殊法人國際觀光振興會」及「（社）日本觀光協會」分離
- 2003年（平成15年）10月 - 改組為「獨立行政法人國際觀光振興機構」

## 組織架構
- 企劃本部（企画本部）
  - 總務部（総務部）
    - 總務團隊（総務グループ）
    - 會計團隊（経理グループ）
    - 傳譯導遊考試科（通訳案内士試験係）
    - 觀光資訊中心（観光情報センター）

  - 企劃部（企画部）
    - 經營企劃團隊（経営企画グループ）
    - 人事團隊（人事グループ）
    - 調查研究團隊（調査研究グループ）
    - 情報系統團隊（情報システムグループ）
- 事業本部（事業本部）
  - 海外宣傳部（海外プロモーション部）
    - 事業開發‧國內提攜推進團隊（事業開発・国内連携推進グループ）
    - 亞洲團隊（アジアグループ）
    - 歐美澳團隊（欧米豪グループ）

  - 會議誘致部（会議誘致部）
    - 誘致團隊（誘致グループ）
    - 舉辦支援‧支付團隊（開催支援・交付金グループ）
- 海外辦事處
  - 首爾觀光宣傳辦事處
  - 北京觀光宣傳辦事處
  - 上海觀光宣傳辦事處
  - 香港觀光宣傳辦事處
  - 曼谷觀光宣傳辦事處
  - 新加坡觀光宣傳辦事處
  - 悉尼觀光宣傳辦事處
  - 倫敦觀光宣傳辦事處
  - 法蘭克福觀光宣傳辦事處
  - 巴黎觀光宣傳辦事處
  - 紐約觀光宣傳辦事處
  - 洛杉磯觀光宣傳辦事處
  - 多倫多觀光宣傳辦事處

## 宗旨
在海外地區作宣傳、對國外旅客進行觀光介紹，及對促進國外旅客來訪有效地進行必要業務，振興國際觀光事業。

## 視野及目標
視野： 通過振興入境旅遊業，以旨實現「觀光立國」目標。
目標： 對日本旅遊活動（VJC）作出貢獻，於2010年之前實現訪日國外旅客達1,000萬人次目標。

## 主要事業活動
1. 促進國外遊客到訪
2. 策劃歡迎國外遊客
3. 代理舉辦通譯案內士試驗事宜
4. 對國際觀光進行調查及研究
5. 出版與國際觀光相關書籍
6. 促進國際會議的舉辦並使其順利進行

## 歷代理事長
- 中村稔（2004年 - 2007年）
- 間宮忠敏（2007年 - 2011年）
- 松山良一（日语：松山良一）（2011年 - 2018年）
- 清野智（日语：清野智）（2018年 - 2023年）
- 蒲生篤實（2023年 - ）

## 外部鏈結
- 國際觀光振興機構 （页面存档备份，存于）（日語）（英文）（简体中文）（繁體中文）（繁體中文）（法文）（德文）（泰文）（印尼文）（越南文）（葡萄牙文）（俄文）（意大利文）（西班牙文）（阿拉伯文）
- 日本國家旅遊局 香港官方網站 （页面存档备份，存于）
- 日本國家旅遊局 香港官方的Facebook專頁
- 日本國家旅遊局 香港官方的Instagram帳戶
- YouTube上的日本國家旅遊局 香港官方頻道
- 日本國家旅遊局 國際官方的Facebook專頁
- 日本國家旅遊局 國際官方的Instagram帳戶
- YouTube上的日本國家旅遊局 國際官方頻道